# Пайлот-Гров (тауншип, Миннесота)
Пайлот-Гров (англ. Pilot Grove) — тауншип в округе Фэрибо, Миннесота, США. На 2000 год его население составило 182 человека.

## География
По данным Бюро переписи населения США площадь тауншипа составляет 93,2 км², из которых 93,2 км² занимает суша, водоёмов нет.

## Демография
По данным переписи населения 2000 года здесь находились 182 человека, 73 домохозяйства и 55 семей. Плотность населения —  2,0 чел./км². На территории тауншипа расположено 80 построек со средней плотностью 0,9 построек на один квадратный километр. Расовый состав населения: 98,35 % белых, 1,10 % афроамериканцев и 0,55 % приходится на две или более других рас.
Из 71 домохозяйства в 29,6 % воспитывались дети до 18 лет, в 69,0 % проживали супружеские пары, в 3,8 % проживали незамужние женщины и в 22,5 % домохозяйств проживали несемейные люди. 21,1 % домохозяйств состояли из одного человека, при том 7,0 % из — одиноких пожилых людей старше 65 лет. Средний размер домохозяйства — 2,56, а семьи — 2,91 человека.
27,5 % населения — младше 18 лет, 3,8 % — в возрасте от 18 до 24 лет, 29,7 % — от 25 до 44, 17,0 % — от 45 до 64, и 22,0 % — старше 65 лет. Средний возраст — 41 год. На каждые 100 женщин приходилось 124,7 мужчин. На каждые 100 женщин старше 18 приходилось 87 мужчин.
Средний доход мужчин —  30 875  долларов, в то время как у женщин — 21 000. Доход на душу населения составил 16 876 долларов. За чертой бедности находились 4,2 % семей и 5,3 % всего населения тауншипа, из которых 5,6 % младше 18 лет.